# Csajág
Csajág község Veszprém vármegyében, a Balatonalmádi járásban.

## Fekvése
A Balaton keleti szélétől 4 kilométerre fekszik, Lepsény és Berhida között nagyjából félúton, előbbitől 8 kilométerre északra, utóbbitól hasonló távolságra dél-délkeletre. A környék más fontosabb települései közül a Polgárditól mért távolsága légvonalban 9 (közúton 13), Balatonkenesétől pedig légvonalban mindössze 5 (közúton azonban ugyancsak 12-13) kilométer. A legközelebbi városnak ennélfogva Berhida tekinthető.
A közvetlenül határos települések: észak felől Ősi, kelet felől Füle, délkelet felől Balatonfőkajár, délnyugat felől Balatonakarattya, nyugat felől Balatonkenese, északnyugat felől Papkeszi, észak-északnyugat felől pedig Küngös. Közvetlen közúti kapcsolata viszont a felsoroltak közül csak Balatonfőkajárral és Küngössel van.

### Megközelítése
Központján végighúzódik dél-északi irányban a Lepsénytől Pétfürdőig vezető 7207-es út, közúton csak ezen érhető el. Külterületeit érinti a 710-es főút is, de lakott részeit messze elkerüli.
Csajág vasútállomását két vasútvonal is érinti: a Székesfehérvár–Tapolca-vasútvonal és a Lepsény–Veszprém-vasútvonal. Jelenleg azonban már csak a tapolcai vonalon érhető el a község, mivel a Lepsény–Veszprém-vonalon 2007. március 4. óta szünetel a személyforgalom, így az azon lévő Csajág felső megállóhely is használaton kívül került.

## Története
Az északi Balaton-sarokhoz közeli településről írásos dokumentumok már a 13. században megjelentek. A jó infrastruktúrájú község határában római kori villamaradványokat fedeztek fel.
1895-ben építették meg a Hajmáskér–Lepsény–Dombóvár vasútvonalat, amelyet itt keresztezett az 1909-ben elkészült Börgönd–Szabadbattyán–Balatonfüred–Tapolca vasútvonal.

## Közélete

### Polgármesterei
- 1990–1994: Vörös Gyula (független)[3]
- 1994–1998: Vörös Gyula (független)[4]
- 1998–2002: Vörös Gyula (független)[5]
- 2002–2006: Vörös Gyula (független)[6]
- 2006–2010: Verebélyi Zoltán János (független)[7]
- 2010–2014: Verebélyi Zoltán János (független)[8]
- 2014–2019: Verebélyi Zoltán János (független)[9]
- 2019–2024: Verebélyi Zoltán (független)[10]
- 2024– : Verebélyi Zoltán (független)[1]

## Népesség
A település népességének változása:
| Lakosok száma | 834  | 817  | 829  | 822  | 801  | 786  | 763  |
|               | 2013 | 2014 | 2015 | 2021 | 2022 | 2023 | 2024 |

A 2011-es népszámlálás idején a lakosok 86,7%-a magyarnak, 0,6% németnek, 0,6% cigánynak, 0,6% görögnek, 0,2% románnak mondta magát (13,1% nem nyilatkozott; a kettős identitások miatt az végösszeg nagyobb lehet 100%-nál). A vallási megoszlás a következő volt: római katolikus 35,4%, református 26%, evangélikus 0,7%, izraelita 0,1%, felekezeten kívüli 15,8% (20,9% nem nyilatkozott).
2022-ben a lakosság 93,1%-a vallotta magát magyarnak, 1,1% németnek, 1,1% egyéb, nem hazai nemzetiségűnek (6,7% nem nyilatkozott; a kettős identitások miatt a végösszeg nagyobb lehet 100%-nál). Vallásuk szerint 23,6% volt római katolikus, 18,4% református, 0,5% evangélikus, 0,5% görög katolikus, 0,1% ortodox, 1,1% egyéb keresztény, 0,4% egyéb katolikus, 14,9% felekezeten kívüli (40,6% nem válaszolt).

## Nevezetességei
Amikor 2006-ban Balatonfűzfő és Balatonakarattya között útépítésbe kezdtek, Csajág község határában értékes maradványokat találtak a feltárást végző geológusok. A leletek jelenleg a Bakonyi Természettudományi Múzeumban láthatóak.
Csajágon egy Árpád-kori római katolikus templom is van a falu Küngös felőli részén, a színe sárga, a harangja 2009. szeptember 13-án lett felszentelve.